# Meliórisz Béla (ügyvéd)

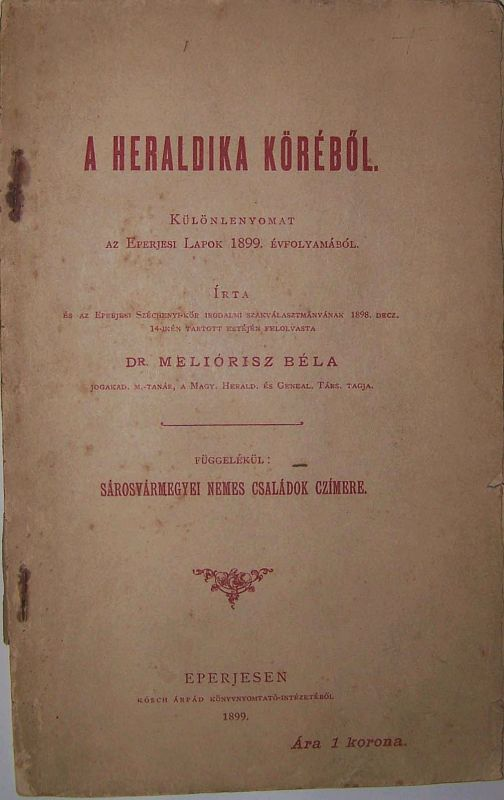
Meliórisz Béla A heraldika köréből című könyvének címlapja

Deménfalvi Meliórisz Béla (Kissáros, 1875. augusztus 23. – Eperjes, 1901. november 12.) államtudományi doktor, ügyvéd, evangélikus jogakadémiai rendkívüli tanár.

## Élete
Meliórisz József földbirtokos és Meliórisz Ilka fia. Középiskolai tanulmányait az eperjesi evangélikus gimnáziumban végezte. 1889 nyarán anyjával megnézte a párizsi világkiállítást; útközben meglátogatta Torinóban Kossuth Lajost. 1892 őszén VIII. osztálybeli tanulóként a főgimnáziumi magyar társaság megválasztotta alelnökének, 1893. június 29-én letette az érettségi vizsgát és szeptemberben Eperjesen joghallgató lett. Az 1895-96. tanév tavaszi félévét a budapesti, az 1896-97. II. félévet a kolozsvári egyetemen töltötte és ez utóbbi helyen 1897. június 9-én nyerte végbizonyítványát. Mint joghallgató a jogakadémiai életben tevékeny részt vett; a kolozsvári debreceni és nagyváradi diák-kongresszusokon mint kiküldött szerepelt. Kolozsváron szerezte meg 1897. november 27-én államtudományi doktori oklevelét. Jogtudományi első kiegészítő szigorlatát 1898. november 23-án tette le. 1897. június 8-tól az eperjesi ügyvédi kamara ügyvédjelöltjei sorába lépett, december 17-én pedig az eperjesi evangélikus kollégium végrehajtó bizottsága magántanárrá választotta meg. 1899. április elején a vallás- és közoktatásügyi minisztérium 1000 forintos ösztöndíjjal kiküldte tanulmányútra; bejárta Németország, Németalföld, Belgium és Anglia főbb helyeit; hosszabb időt töltött Londonban, mint a The London School of Economics and Political Sciences rendes hallgatója; 1899. októberétől 1900. februárjáig Berlinben végzett alkotmány- és jogtörténelmi tanulmányokat. Az Evang. Verein für kirchliche Zwecke felszólítására 1900. január 21-én a testület egyik osztályában felolvasást tartott: Ueber den Protestantismus in Ungarn. A berlini Internationale Vereinigung für vergleichende Rechtswissenschaft und Nationalökonomie fölvette tagjai sorába. 1900. november 29-én a Magyar Heraldikai és Genealógiai Társaság megválasztotta levelező tagjának. Az eperjesi jogakadémia rendkívüli tanárának is kinevezték. Külföldi útjáról Berlinből már betegen érkezett haza. Az 1901-es esztendő elejét San Remóban töltötte, májusban Griesben volt, de reménytelenül tért haza.
Útirajzokat, alkotmánytani, heraldikai műveket írt, a névmagyarosítás kérdéseivel is foglalkozott. Cikkei a Sárosmegyei Közlönyben (1894. Emlékezés Kossuth Lajosra, Névmagyarosítás, Egy csalódás, rajz, 1895. Rózsi, rajz, Diák-kongressusi emlékek, Herfurth József, Mártha, rajz, 1896. Millenniumi karczolatok, Budapesti és san-remói levél, Egy aranyat egy magyar szóért, A kis-szebeni beszámoló, Hazslinszky Frigyes, 1897. Kolozsvári levél, 1898. A koronázási hitlevél, a koronázási eskü szerepe a magyar közjogban, Sajtószabadság, esküdtszék, Márczius 15., A magyar alkotmány némely jellemvonása); a Turulban (1894. Nehány adat a Sigray és Korotnoky családok multjából, 1896. Meliórisz család, 1898. Néhány adat a Daxner család történetéhez, 1899. A Both család czimeres nemes leveléről, felolvasta ápr. 27.); a Felvidéki Szemlében (1894. Felhivás Kossuth-emléktábla létesítése ügyében, 1898. A magyar és német elem első találkozása); a Felföldben (1895. Rajzok 1848-49-ből); az Egyetemi Lapokban (1896. Millenniumi gondolatok); az Eperjesi Lapokban (1899. 1848-1849-ből, Uti jegyzetek, A branyiczkói csata, 1900. Londoni apróságok, felolv.); a Huszadik Században (1900. Egy londoni szakiskola).

## Művei
- A Meliórisz család. Turul, 14, 1896
- A holicsi vár foglya. Történeti elbeszélés. Eperjes, 1897. (Különnyomat a Sárosmegyei Közlönyből. A tiszta jövedelem az eperjesi jogászegyesület javára fog fordíttatni.).
- A magyar alkotmány biztosítékai. Bpest, 1898. (Államtudományi doktori értekezés).
- Gyász a királynéért. Eperjes, 1898. (Különnyomat a Felvidéki Szemléből).
- A heraldika köréből. (Különny. az Eperjesi Lapokból.). Függelékül: A Sárosvármegyéből eredett, vagy itt megtelepedett családok czimerei. Uo. 1899.
- Séta a Westminster abbey templomában. Uo. 1900. (Különny. az eperjesi Széchenyi-kör 1899-900. Évkönyvéből.).